# Powiat Obornicki
Der Powiat Obornicki ist ein Powiat (Kreis) in der polnischen Woiwodschaft Großpolen. Der Powiat hat eine Fläche von 712,65 km², auf der etwa 59.800 Einwohner leben.

## Städte und Gemeinden
Der Powiat umfasst drei Gemeinden, davon zwei Stadt-und-Land-Gemeinden und eine Landgemeinde.

### Stadt-und-Land-Gemeinden
- Oborniki (Obornik)
- Rogoźno (Rogasen)

### Landgemeinde
- Ryczywół (Ritschenwalde)

## Sonstiges
Am 28. Juni 2001 wurde der Vertrag über kommunale Partnerschaft mit dem niedersächsischen Landkreis Lüchow-Dannenberg unterzeichnet.